# HabCat
Il Catalogo dei sistemi stellari abitabili (Catalog of Nearby Habitable Systems, il cui acronimo è: HabCat) è un catalogo di sistemi stellari potenzialmente forniti di pianeti abitabili. L'elenco è stato elaborato dagli scienziati Jill Tarter e Margaret Turnbull sotto gli auspici del Progetto Phoenix, facente parte del programma SETI. L'elenco ha come fonte iniziale il Catalogo stellare Hipparcos (dove sono catalogate 118.218 stelle), dal quale sono state filtrate 17.129 "HabStars" tenendo conto di varie proprietà dei sistemi stellari.